# 巴布亞深海帶魚
巴布亞深海帶魚（学名：Benthodesmus papua）为輻鰭魚綱鱸形目鯖亞目带鱼科的其中一種。其种加词“papua”意为“巴布亚的”。分布於中西太平洋區的珊瑚海海域，棲息深度在水深200至800公尺，本魚體銀色，顎與鰓蓋黑色，背鰭硬棘38個；背鰭軟條112枚；臀鰭硬棘2枚；臀鰭軟條102枚；脊椎骨155個，體長可達24公分，屬肉食性，以魚類、甲殼類及烏賊等為食。